# Kreis Bad Doberan
De Kreis Bad Doberan was een Kreis in de Bezirk Rostock in de Duitse Democratische Republiek.
De Kreis werd op 25 juli 1952 in het kader van de bestuurlijke herindeling uit delen van de toenmalige Landkreisen Wismar en Rostock gevormd. Op 3 oktober 1990 werd de Kreis onderdeel van de nieuw gevormde deelstaat Mecklenburg-Voor-Pommeren in de Bondsrepubliek Duitsland. Op 12 juni 1994 werd de Kreis (sinds 17 mei 1990 als Landkreis aangeduid) uitgebreid met de opgeheven Landkreis Rostock en het Amt Schwaan uit de opgeheven Landkreis Bützow. Tot de gebiedsherindeling van 2011 in Mecklenburg-Voor-Pommeren voerde deze nieuwe Landkreis de naam Landkreis Bad Doberan.

## Steden en gemeenten
De Landkreis Bad Doberan had op 3 oktober 1990 36 gemeenten, waarvan vijf steden:
| - Admannshagen-Bargeshagen - Alt Bukow - Altenhagen - Bad Doberan, stad - Bartenshagen-Parkentin - Bastorf - Biendorf - Bölkow - Börgerende-Rethwisch - Hanstorf - Heiligenhagen - Hohenfelde | - Jennewitz - Jörnstorf - Kamin - Karin - Kirch Mulsow - Krempin - Kröpelin, stad - Kühlungsborn, stad - Neubukow, stad - Nienhagen - Pepelow - Radegast | - Rakow - Schmadebeck - Ravensberg - Reddelich - Reinshagen - Rerik, stad - Retschow - Roggow - Satow - Steffenshagen - Westenbrügge - Wittenbeck |